# 김치걸
김치걸(金致傑, 1909년 9월 2일~2004년 9월 4일)은 대한민국의 법조인이다.

## 생애
1932년 3월 경성법학전문학교를 졸업하고 1946년 12월 서울지방법원 판사, 1951년 10월 서울지방법원 부장판사, 1960년 1월 대구지방법원장, 1960년 11월 대법원 판사 1961년 8월 서울고등법원장을 역임한 법조인이다.
박정희에 의해 1964년 3월에 대법원 판사에 임명되어 1973년 3월에까지 재직했다. 서울고등법원 특별2부 재판장으로 재직하던 1969년 8월 29일 경향신문에 대해 정간처분을 내린 것에 대한 효력정지 가처분 신청사건에 대해 "무기 정간이라는 행정처분이라는 행정행위가 행정재량의 범위를 일탈한 위법이 아니고 군정법령 제88호가 위헌이 아니다"며 각하 결정을 했다. 대법원 판사로 재직하던 1968년 7월 30일에 동백림 사건으로 사형이 선고됐던 정규명, 정하용, 임석훈과 징역10년이상의 중형이 선고된 10명, 징역3년6월을 선고받은 2명 등 12명에 대해 "국가보안법 제2조 군사목적수행, 잠입죄 형법 간첩죄  등을 적용한 것은 법률 적용의 잘못 임에도 증거없이 사실을 인정해 중형을 선고한 양형부당의 위법이 있다"고 하면서 원심판결을 파기하여 서울고등법원으로 돌려보내면서 가벼운 형을 선고받은 이응로 등 9명에 대해서는 "이유없다"며 상고를 기각했다.